# Kim Bub-Min
Kim Bub-Min (n. 22 mai 1991, Daejeon, Coreea de Sud) este un arcaș ce a reprezentat Coreea de Sud, medaliat olimpic. A participat la o ediție a Jocurilor Olimpice (2012) în care a câștigat o medalie de bronz.

## Participări
Lista de mai jos prezintă principalele competiții la care a participat Kim Bub-Min de-a lungul carierei.
- archery at the 2012 Summer Olympics – men's team[*]